# Сезон тиші
З 1 квітня 2016 р. в Україні уперше стала проводитися нова природоохоронна кампанія, що має законодавчу основу — «Сезон тиші». Згідно із законом, сезон тиші тепер діятиме в Україні щорічно з 1 квітня по 15 червня. Його ініціатори — народний депутат України Микола Томенко, Київський еколого-культурний центр і Громада рибалок України, розробили законопроєкт «Про внесення змін до деяких законодавчих актів України щодо охорони тваринного світу», № 322-VIII". Він був затверджений 5 травня 2015 р..
Цим Законом внесено важливе доповнення до ст. 39 Закону України «Про тваринний світ»: «У період масового розмноження диких тварин, з 1 квітня до 15 червня, забороняється проведення робіт та заходів, які є джерелом підвищеного шуму та неспокою (стрільба, проведення вибухових робіт, феєрверків,  санітарних рубок лісу, використання моторних маломірних суден, проведення ралі та інших змагань на транспортних засобах)».
Окрім цього місцеві органи влади тепер отримали право: «прийняття рішень про оголошення в місцях масового розмноження та вирощування потомства дикими тваринами „сезону тиші“ з обмеженням господарської діяльності та добуванням об'єктів тваринного світу».
Особливо важлива заборона на проведення будь-яких санітарних рубок — суцільних і вибіркових, не лише в лісах, але і в об'єктах  зеленого насадження міст і населених пунктів. Для об'єктів ПЗФ ця заборона взагалі украй потрібна, адже санітарні рубки, що проводяться навесні, зривають гніздування різних видів птахів, передусім хижих, а також заважають розмноженню диких видів звірів, у тому числі мисливської фауни.

## Ресурси Інтернету
- 1 апреля в Украине начинается нерест и «сезон тишины»
- В Украине впервые проводится Сезон тишины[недоступне посилання]